# Katharine Irwin
Katharine Irwin (Vail, 5 giugno 1994) è un'ex sciatrice alpina statunitense.

## Biografia
Katharine Irwin, originaria di Vail, ha debuttato in gare FIS il 12 dicembre 2009 partecipando a uno slalom gigante tenutosi sul tracciato di Vail e piazzandosi 4ª. Il 29 novembre 2010 ha esordito in Nor-Am Cup disputando lo slalom speciale di Loveland, senza riuscire a concludere la prima manche.
L'11 dicembre 2012 ha conquistato il primo podio in Nor-Am Cup vincendo il supergigante di Panorama (sua unica vittoria nel circuito), precedendo la connazionale Jacqueline Wiles e la canadese Erin Mielzynski. Il 13 gennaio 2014 ha debuttato in Coppa Europa, senza concludere la supercombinata di Innerkrems, e il 16 dicembre dello stesso anno ha colto il suo ultimo podio in Nor-Am Cup, nuovamente a Panorama in supergigante (3ª).
Si è ritirata durante la stagione 2018-2019 e la sua ultima gara è stata uno slalom speciale universitario disputato il 24 febbraio ad Alyeska, chiuso dalla Irwin al 26º posto; in carriera non ha mai esordito in Coppa del Mondo né preso parte a rassegne olimpiche o iridate.

## Palmarès

### Nor-Am Cup
- Miglior piazzamento in classifica generale: 14ª nel 2014 e nel 2015
- 5 podi:
  - 1 vittoria
  - 2 secondi posti
  - 2 terzi posti

#### Nor-Am Cup - vittorie
| Data             | Località | Paese  | Specialità |
| ---------------- | -------- | ------ | ---------- |
| 11 dicembre 2012 | Panorama | Canada | SG         |

Legenda:

SG = supergigante